# Северск (ЗАТО)

ЗАТО Северск на карте Томского района

ЗАТО Северск — закрытое административно-территориальное образование в Томской области России, одноимённое муниципальное образование со статусом городского округа.
Административный центр — город Северск.
Общая площадь ЗАТО составляет 485,65 км².

## История
В марте 1997 года, согласно Указу Президента России, было образовано закрытое административно-территориальное образование (ЗАТО), в состав которого вошли город Северск, посёлки Самусь, Орловка, Чернильщиково, деревни Кижирово, Семиозёрки. 

## Население
| \| 2007[11] \| 2008[11] \| 2009[12] \| 2010[13] \| 2011[11] \| 2012[14] \| 2013[15] \| \| -------- \| -------- \| -------- \| -------- \| -------- \| -------- \| -------- \| \| 113 700 \| ↗113 856 \| ↘113 800 \| ↗115 331 \| ↘115 241 \| ↗116 407 \| ↘116 272 \| \| 2014[16] \| 2015[17] \| 2016[18] \| 2017[19] \| 2018[20] \| 2019[21] \| 2020[22] \| \| ↘115 472 \| ↘114 942 \| ↘114 557 \| ↘114 313 \| ↘113 843 \| ↘113 313 \| ↘112 804 \| \| 2021[23] \| 2024[4] \| \| \| \| \| \| \| ↗112 971 \| ↘111 494 \| \| \| \| \| \| 25 000 50 000 75 000 100 000 125 000 150 000 2007 2012 2017 2024 |          |          |          |          |          |          |
| 2007 | 2008     | 2009     | 2010     | 2011     | 2012     | 2013     |
| 113 700 | ↗113 856 | ↘113 800 | ↗115 331 | ↘115 241 | ↗116 407 | ↘116 272 |
| 2014 | 2015     | 2016     | 2017     | 2018     | 2019     | 2020     |
| ↘115 472 | ↘114 942 | ↘114 557 | ↘114 313 | ↘113 843 | ↘113 313 | ↘112 804 |
| 2021 | 2024     |          |          |          |          |          |
| ↗112 971 | ↘111 494 |          |          |          |          |          |

## Состав
В состав ЗАТО входят 6 населённых пунктов:
| № | Населённый пункт | Тип населённого пункта        | Население |
| - | ---------------- | ----------------------------- | --------- |
| 1 | Кижирово         | деревня                       | ↗140      |
| 2 | Орловка          | посёлок                       | ↘712      |
| 3 | Самусь           | посёлок                       | ↘5442     |
| 4 | Северск          | город, административный центр | ↘105 304  |
| 5 | Семиозёрки       | деревня                       | ↗27       |
| 6 | Чернильщиково    | деревня                       | →2        |

## Местное самоуправление
Структуру органов местного самоуправления в ЗАТО Северске составляют:
- Дума ЗАТО Северск — представительный орган городского округа ЗАТО Северск;
- Мэр ЗАТО Северск — глава городского округа ЗАТО Северск;
- Администрация ЗАТО Северск — местная администрация (исполнительно-распорядительный орган) городского округа ЗАТО Северск;
- Счётная палата — контрольный орган городского округа ЗАТО Северск.

До 2005 года законодательным органом было собрание народных представителей.
Председатели думы (до 2020 — главы городского округа)
- 21 октября 2010 года Председателем думы ЗАТО Северск 2-го созыва был избран бывший заместитель председателя Государственной думы Томской области Григорий Шамин[26][27].
- С 21 октября 2005 года по 21 октября 2010 года председателем городской думы 1-го созыва был Николай Кузьменко, фактически являлся главой города с 1984 года[28][29].

Главы администрации
- Кузьменко Николай Иванович — Занимал данную должность с 1991 года (с 1996 по 2005 г. как избранный глава администрации Северска) .
- Точилин, Сергей Борисович — (с 22 декабря 2005 года[30], 28 июня 2007 года перешёл на должность первого заместителя губернатора Томской области[31]).
- Абрамов Анатолий Петрович — С 30 августа 2007 года[32] по 1 декабря 2008 года главой администрации был[33] (был и. о. со 2 июля 2007 года[34]).
- Волков Игорь Евгеньевич — (с февраля 2009 по февраль 2013 года)[35][36].
- Диденко Николай Васильевич — (с апреля 2015; и. о. с февраля 2013).